# JFK/新証言 知られざる陰謀【劇場版】
『JFK/新証言 知られざる陰謀【劇場版】』（JFK Revisited: Through the Looking Glass）は、オリバー・ストーン監督によるケネディ大統領暗殺事件を題材とした2021年のアメリカ合衆国・イギリスのドキュメンタリー映画である。ジェームズ・ディエウジェニオによる1992年のノンフィクション本『 Destiny Betrayed: JFK, Cuba, and the Garrison Case』と事件に関して新たに機密解除された証拠に基づいている。2021年7月12日に第74回カンヌ国際映画祭のカンヌ・プルミエール部門でプレミア上映された。
ストーンはこの作品を「私の1991年の映画の重要なブックエンドだ。多くの未解決の糸を結びつけ、事件や映画にまつわる多くの無知を否定することを期待している」と説明した。映画のナレーションをウーピー・ゴールドバーグとドナルド・サザーランドが務めた。

## 内容
1991年の映画『JFK』の公開後に議会は1992年ジョン・F・ケネディ大統領暗殺記録収集法を制定し、暗殺関連文書の機密指定を解除するための審査委員会を設置する。この映画ではケネディとジョン・コナリー知事に傷を負わせた「一発の銃弾」の証拠の連鎖に異議が唱えられている。2010年のJFK本『The Girl on the Stairs』の著者である研究家のバリー・アーネストは暗殺直後のリー・ハーヴェイ・オズワルドの動向の時系列に疑問を投げかけるとされる目撃証言についてインタビューを受けている。
この映画に登場するインタビュー対象者は以下である:
- ジョン・R・トゥンハイム（英語版）[2]
- ヘンリー・リー博士（英語版）[2]
- ロバート・F・ケネディ・ジュニア（ジョン・F・ケネディ大統領の甥）[2]
- ジェームズ・K・ガルブレイス（英語版）[2]
- デヴィッド・タルボット（英語版）[2]
- シリル・ウェクト（英語版）[7]

## 製作
映画はイクトラン・プロダクションズとパンタグリュエル・プロダクションズが製作し、インジーニアス・メディアが出資した。

## 公開
2021年11月12日にビデオ・オン・デマンドで配信され、2021年11月22日にショウタイムでテレビ放送された。イギリスおよびアイルランドでは2021年11月26日にアルティチュード・フィルム・ディストリビューション配給で劇場公開された。

## 評価
レビュー集積サイトのRotten Tomatoesでは27件の批評に基づいて支持率は63%、平均点は6.1/10となり、「事実と憶測の境界線が曖昧なのがもどかしいが、『JFK/新証言』はオリバー・ストーンの魅力的な語りとしての才能を再確認させてくれる」とまとめられた。Metacriticでは7件の批評に基づいて加重平均値は77/100と示された。